# Rubens Moraes Sarmento
Rubens Moraes Sarmento (Campinas, 14 de dezembro de 1922 - São Paulo, 22 de março de 1998) foi um radialista e apresentador brasileiro.

## História
A dedicação ao rádio começou cedo quando, ainda no interior, gostava de brincar esticando fios, fazendo antenas, para melhorar a recepção do áudio . Em 1941, em Uberlândia, iniciou seu trabalho como locutor profissional. Trabalhou também em São José do Rio Preto e chegou depois a São Paulo . Começou a sua atividade no rádio com 15 anos, patrocinado pelo também radialista Roberto Corte Real. Trabalhou na Rádio Educadora de Campinas, Rádio Cultura em São Paulo, esteve também na Rádio Kosmos, Rádio Tupi, Rádio Bandeirantes, Rádio São Paulo, TV Bandeirantes, TV Record, TV Cultura e Rádio Capital.
Ainda na década de 1940, atuou em cidades do interior paulista como Araçatuba e São José do Rio Preto. Em 1944, através de Roberto Corte Real ingressou na Rádio Cultura, de São Paulo, na qual passou a apresentar o programa "Cirquinho do Simplício" com o qual obteve bastante sucesso. Foi posteriormente para o Rio de Janeiro onde atuou nas Rádios Tamoio e Tupi. De volta a São Paulo atuou por 9 anos na Rádio São Paulo.
Em 1958, ingressou na Rádio Bandeirantes na qual, apresentou por 22 anos, até 1980, o "Programa Moraes Sarmento" dedicado a música popular brasileira. Em 1966, em seu programa entregou ao cantor Vicente Celestino um disco de ouro pesando meio quilo. Na homenagem compareceram Orlando Silva, Carlos Galhardo, Gilberto Alves, Osny Silva, Cyro Monteiro e Elizeth Cardoso, nomes que costumevam prestigiar seu programa. Foi presidente da Federação das Escolas de Samba de São Paulo e organizou um desfile no Vale do Anhangabaú que obteve tanto sucesso que motivou o prefeito da capital paulista Faria Lima, em 1967, a oficializar o desfile no carnaval de São Paulo.
A partir de 1980, passou a apresentar, na Bandeirantes, o programa "A Bandeirantes Viaja com Você - Saudades da Minha Terra", levado ao ar diariamente das 4 às 5 horas da manhã, dedicado a operários e caminhoneiros e divulgando músicas sertanejas. O nome do programa foi inspirado na clássica toada "Saudade da Minha Terra", de Goiá e Belmonte e lançada pela dupla Belmonte e Amaraí. Ainda na Rádio Bandeirantes, apresentou por 22 anos o programa "Almoço à Brasileira", com grande audiência, destinado exclusivamente ao samba.
Em 1976, estreou na Rede Tupi um programa próprio, Praça Moraes Sarmento, que teve curta duração. Já na TV Cultura, apresentou de 1980 a 1991 o programa Viola, Minha Viola, primeiramente em parceria com Nonô Basílio, depois com Inezita Barroso, foi um grande sucesso, principalmente por suas viagens por todo o interior.
Seu programa nos últimos anos era levado ao ar pela Rádio Capital das 21 às 24 horas aos sábados em São Paulo e pela Rádio Piratininga em São José dos Campos 

## Morte
Moraes Sarmento esteve no ar por 60 anos ininterruptos. Casado com Dona Wilma, teve uma filha, Marisa, netos e bisnetos. Faleceu em São Paulo, aos 75 anos de idade vítima de Insuficiência respiratória , decorrente de problemas cardíacos  . Seu corpo jaz no Cemitério do Morumbi 
Uma expressão utilizada até hoje por aqueles que o acompanharam pelo rádio é esta: “1900 e Moraes Sarmento”, em alusão ao longo tempo de carreira do saudoso radialista.

## Prêmios e Condecorações
Radialista , locutor e apresentador de Televisão. Considerado uma das referências da radiofonia paulistana na preservação de música tradicional. Recebeu diferentes homenagens sendo;
- Cidadão Honorário das cidades: Atibaia, Brotas, Osasco, Tatuí, Torrinha e São Paulo, todas no estado de São Paulo, além de Ouro Fino, em Minas Gerais.
- Por seu trabalho em defesa da fauna e da flora do Brasil foi condecorado com a Comenda e Medalha Marechal Rondon e Couto Magalhães da  Sociedade Geográfica Brasileira. Também travou intensa batalha pela preservação das bandas de música, despertando a atenção de inúmeros prefeitos de cidades do interior paulista incentivando-os na construção de coretos em praças públicas.
- Foi presidente da Associação de Amparo aos Animais, em cuja gestão se construiu a sede da entidade.
- Recebeu por duas vezes o Troféu Roquette Pinto.
- Recebeu também o Prêmio Governador do Estado pelo melhor programa de música brasileira e preservação da memória musical do país.
- Em 1987, foi homenageado pela Escola de Samba Mocidade Alegre, da qual foi enredo, sendo essa considerada por ele mesmo como a maior homenagem que recebeu. Na ocasião desfilou em carro aberto pela escola de samba.
- Foi fundador da Lira Musical Pedro Salgado, homenagem ao compositor Pedro Salgado.
- Praça Moraes Sarmento no bairro de Perdizes em São Paulo e Cerâmica em São Caetano do Sul[11].

## Frases Célebres
- " Vou batendo a minha rica plumagem", a qual era dita no momento de sua despedida;
- - "Carregue a cruz com classe";
- " 1900 e Moraes Sarmento " em alusão ao seu tempo de carreira
- " Aquele abraço " , usado em despedidas e congratulações,  era acompanhado do som de tapinhas nas costas, como num abraço real. A "sonoplastia", feita pelo próprio Sarmento, consistia em dar tapinhas no próprio antebraço, na frente do microfone.